# Domani nella battaglia pensa a me
Domani nella battaglia pensa a me è un romanzo dello scrittore spagnolo Javier Marías che ha vinto il premio Rómulo Gallegos e il Prix Femina Etranger.

## Titolo
Il titolo di questo romanzo è shakesperiano (dal Riccardo III, atto V, scena III: "Tomorrow in the battle think on me, and fall thy edgeless sword; despair and die!"), ma la storia narrata si svolge nella Madrid dei nostri giorni.

## Trama
La vicenda narrata da Víctor Francés, sceneggiatore, si svolge a Madrid e ha inizio la notte in cui Marta Téllez lo invita a cena nel proprio appartamento e, apprestandosi a fare l’amore con l’uomo, ha un malore. Marta è sposata con Eduardo, che si trova in viaggio di lavoro a Londra. Al momento del malore, in casa è presente soltanto loro figlio, il piccolo Eugenio, che Víctor mette a letto prima di tornare ad assistere la donna.
Quando le condizioni di Marta peggiorano, Víctor chiama l’albergo londinese in cui soggiorna Eduardo ma, quando finalmente l’uomo risponde, Víctor si spaventa e abbassa il telefono senza riuscire a parlare. Al termine dell’agonia, Marta muore. A Víctor non rimane che abbandonare la casa, cercando di non lasciare traccia e limitandosi a lasciare del cibo per il piccolo Eugenio, con la speranza che qualcuno venga l’indomani, trovi il corpo della madre e si prenda cura di lui.
Per due giorni Víctor aspetta l’uscita dei giornali per assicurarsi che qualcuno si sia effettivamente accorto della morte di Marta, a cui continua a legarlo il tragico fatto di cui è stato testimone. Quando viene pubblicato il necrologio con l’annuncio del funerale, Víctor viene a sapere che Marta è figlia di Juan Téllez Orati, un anziano cortigiano della casa reale spagnola. Presentandosi al funerale Víctor studia la famiglia di Marta: di tre sorelle sopravvive soltanto Luisa, la più piccola. Sono presenti, inoltre, altre persone, le cui voci Víctor ha potuto ascoltare nella segreteria telefonica di Marta, dalla quale ha sottratto il nastro contenente le registrazioni.
Grazie all’intercessione dell’amico Ruibérriz de Torres, un ghost writer che, tra le molte sue attività, scrive discorsi per personalità pubbliche, Víctor entra in contatto con Juan Téllez: insieme a lui e spacciandosi per Ruibérriz, dovrà scrivere un discorso per il re, insoddisfatto dei suoi attuali logografi. Una mattina Víctor accompagna Juan al palazzo reale, dove parla per qualche minuto con il sovrano, che a corte è chiamato con vari nomignoli (il Solo, Solus, Only You, Llanero).
Dopo aver lavorato per alcuni giorni nella casa di Juan Téllez, Víctor è invitato a un pranzo di famiglia, durante il quale si parla della morte di Marta e della sorte del piccolo Eugenio, del quale – dati gli impegni professionali di Eduardo – si sta prendendo cura Luisa. Alla fine del pranzo, Juan accusa Eduardo di essere stato assente mentre Marta moriva.
Víctor ripensa a una notte di due anni prima, quando ha visto per strada una prostituta che assomigliava a sua moglie Celia, da cui si era separato da tempo. Ruibérriz gli aveva fatto capire che Celia stava attraversando un momento difficile ed era stata vista in un locale ambiguo, frequentato anche da prostitute. Infine, Víctor carica in auto la prostituta (che gli si presenta con il nome di Víctoria) e fa l’amore con lei, ma anche dopo questo momento di intimità non è sicuro che si tratti davvero di Celia.
Si torna al presente, quando, uscendo dal pranzo con i Téllez, Víctor decide di pedinare Luisa e viene a trovarsi nel luogo in cui aveva incontrato Celia/Víctoria. Anche in quel caso Víctor aveva spiato la donna, che a un tratto era stata caricata in auto da un nuovo cliente. Una volta tornato a casa, non riuscendo a dormire, Víctor aveva chiamato Celia, che gli aveva detto di non essere sola. In preda a un crescente delirio, Víctor era nuovamente uscito per entrare di nascosto in casa di Celia (cioè nel loro vecchio appartamento, di cui conservava le chiavi) e l’aveva spiata a letto con il nuovo uomo prima di essere sorpreso e fuggire dall’appartamento.
Continua il pedinamento di Luisa, che alla fine si accorge di Víctor. Oltretutto, il piccolo Eugenio lo riconosce e lo chiama per nome. Víctor è costretto a confessare a Luisa di essere stato in casa di Marta la notte della sua morte. Luisa decide di parlarne con Eduardo, ma accorda a Víctor qualche giorno di ulteriore segretezza, in modo da poter concludere il discorso che sta preparando insieme a Juan Téllez.
La domenica successiva, all’ippodromo insieme a Ruibérriz de Torres, Víctor incontra la segretaria del re, che piazza una grossa puntata (forse del sovrano medesimo) su un cavallo che risulta vincente. Si scopre inoltre che una certa visita diplomatica del re è stata annullata, cosicché il discorso a cui Víctor ha lavorato si rivela inutile.
Finalmente Víctor incontra Eduardo, che prima lo interroga sull’ultima notte di Marta e poi gli rivela i dettagli del proprio viaggio a Londra. Eduardo si trovava in città insieme a Eva, un’infermiera che era diventata la sua amante da alcuni mesi e, rimasta incinta, aveva acconsentito ad accompagnare Eduardo in Inghilterra per abortire in una clinica. Il giorno dell’intervento, Eduardo aveva però scoperto che Eva non era mai stata incinta, e aveva finto di esserlo per legare a sé l’amante, sempre più sfuggente. Dopo aver cenato insieme, i due avevano discusso animatamente, finché Eduardo, ubriaco, aveva cercato di strangolarla a bordo dell’autobus nel quale si erano riparati da un acquazzone. Scendendo terrorizzata dall’autobus, Eva era rimasta uccisa da un taxi.
Dopo aver confessato e ascoltato a sua volta la confessione di Eduardo, Víctor lascia la casa.

## Edizioni italiane
- Domani nella battaglia pensa a me, traduzione di Glauco Felici, Collana Supercoralli, Torino, Einaudi, 1998,  p. 288, ISBN 978-88-061-4510-1. - Collana Einaudi Tascabili. Letteratura, Einaudi, 2001, ISBN 978-88-061-5400-4; Collana SuperET, Einaudi, 2014, ISBN 978-88-062-1960-4; Collana Opere di Javier Marías n.1, Milano, RCS MediaGroup, 2023, ISBN 977-20-380-8432-1.